# Vismarkt (Mechelen)

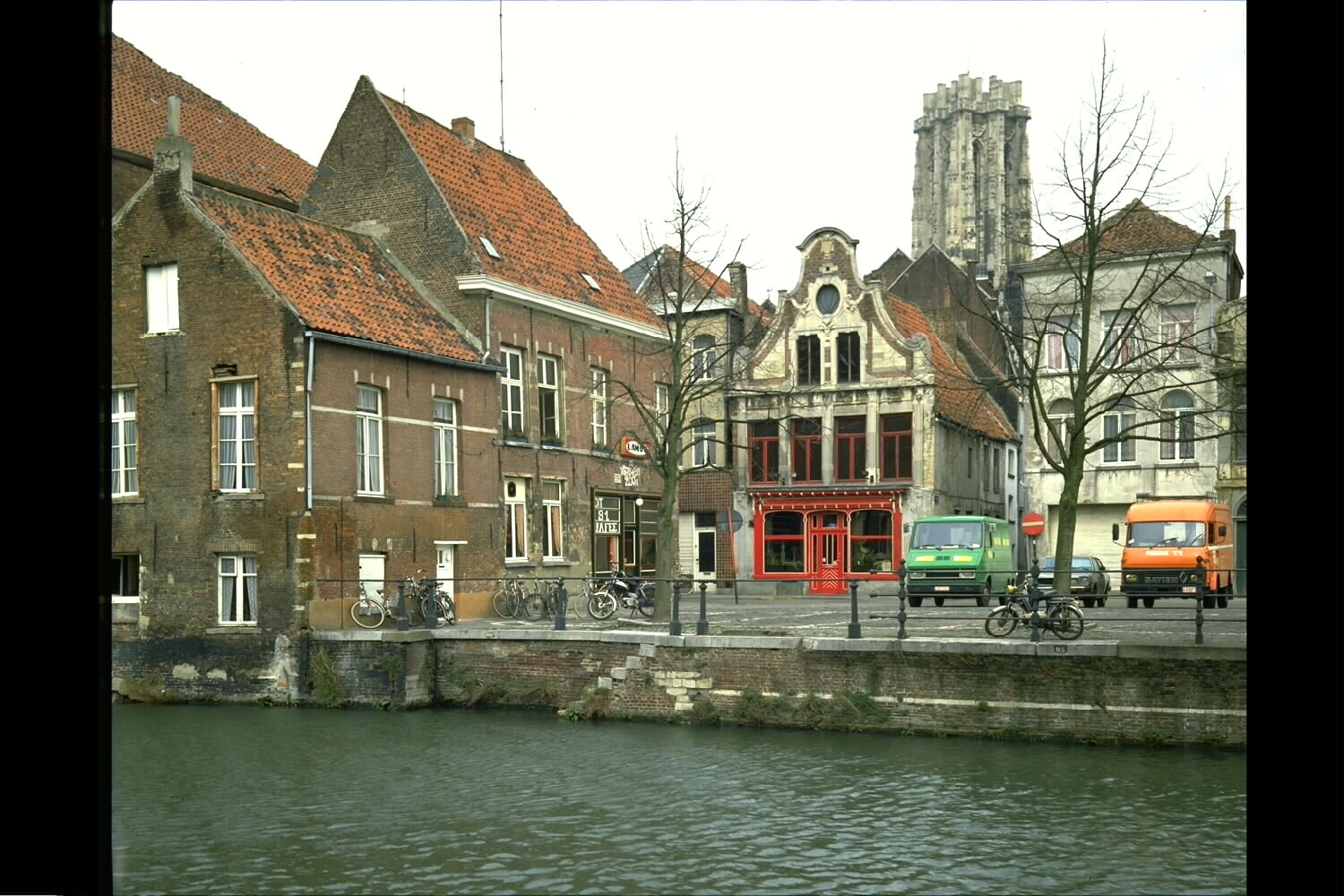
Zicht op de Vismarkt in 1970

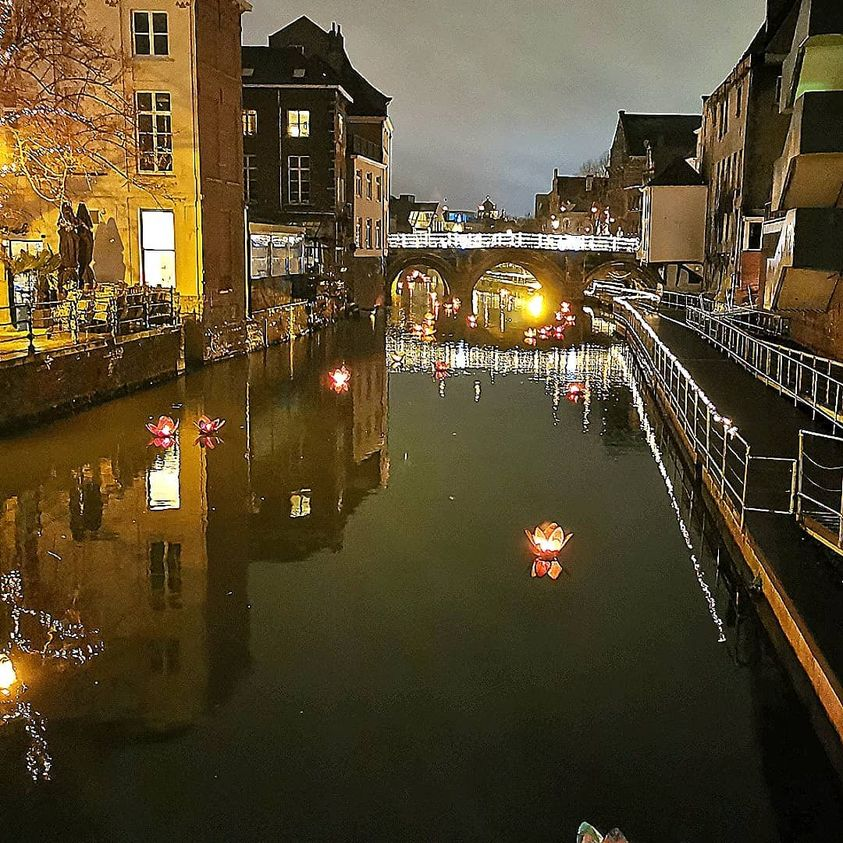
Zicht op de Dijle, 2020

De Vismarkt is een 16de-eeuws rechthoekig plein in Mechelen, gelegen aan de noordelijke Dijle-oever tussen Drabstraat en Nauwstraat, afgezet met bakstenen kaaimuren en ijzeren leuning uit het eerste kwart van de 20ste eeuw." 
Op dit plein geeft de Begijnenstraat uit, genaamd naar de begijnen die hier in het begin van de 13de eeuw woonden voordat het Begijnhof werd opgericht. 
"Oorspronkelijk lag de vismarkt op de IJzerenleen. De geuroverlast stoorde er talloze inwoners, waaronder Margareta van Oostenrijk. Een verhuis werd door tegenstanders nog verhinderd tot na de dood van Margareta. In de erop uitgevende tot dan geheel aan weerszijden bebouwde Nauwstraat werd een deel van de huizenrij tegen de Dijle afgebroken en de vishandel werd vanaf 1531 gehouden op de vrijgemaakte locatie, heden de Vismarkt." 
"In 1613 bouw van overdekte galerijen, geschraagd door houten kolommen op vierkante arduinen sokkels. In 1687 plaatsen van arduinen pomp, vervangen door een gietijzeren pomp in 1865, heden verdwenen. Bakstenen kaaimuren met zandstenen speklaag; gietijzeren balusterleuning, volgens oude foto's van na 1914. De overdekte markt werd in 1953 afgebroken voor aanleg van een parking." Deze is op heden verdwenen.
"Straatbeeld naar het oosten toe bepaald door het imposant hoekhuis "De Steur"; naar het zuiden toe zicht op de Dijle-overkant." . Aan de overzijde zicht op de Haverwerf. Sinds april 2011 zijn beiden verbonden door de "Van Beethovenbrug", genoemd naar Lodewijk van Beethoven (1712–1773), grootvader van de beroemde Ludwig van Beethoven, afkomstig uit deze wijk. De brug heeft bij de Mechelaars de bijnaam "Lamottige brug" gekregen, een schalkse verwijzing naar de voormalige brouwerij Lamot enerzijds en het bedenkelijke ontwerp van de constructie anderzijds.
Tot 2014 vishandelsfunctie en horecazaken. Op heden een bruisende wijk in het hart van de stad, met horeca, interieurzaken en toenemende woonfunctie onder impuls van talrijke renovaties en stadsvernieuwingsprojecten zoals "het Loretteklooster" en "het Spijker". 
Het plein is autoluw en toegankelijk voor rolstoelgebruikers.

## Bouwkundig erfgoed
- "pleinwanden nog enigszins getypeerd door basisbebouwing met enkele oudere kernen, onder meer fraaie topgevels uit de 17de en 18de eeuw, afgewisseld met vernieuwingen uit de 19de en de 20ste eeuw, waaronder nummer 4 als voorbeeld van zogenaamde "invularchitectuur"."
- Stadswoning "De Drij Snoecken" (nr. 20, 18de eeuw)
- Stadwoning/hoekhuis (nr. 1-3, 17de eeuw)
- Stadswoning/hoekhuis (nr. 18, 19de eeuw)
- Stadswoning/hoekhuis (nr. 26 - 28, 18de eeuw)
- Stadswoning "Gulden Rabat" (nr. 16, 18de eeuw)
- Stadswoning (nr. 22 - 24, 17de eeuw)
- Stadwoning (nr.8, vermoedelijk 18de eeuw)
- de Refugie van Villers (14de eeuw, heropgebouwd rond 1577)